# Tomophyllum millefolium
Tomophyllum millefolium är en stensöteväxtart som först beskrevs av Bl., och fick sitt nu gällande namn av Barbara S. Parris. Tomophyllum millefolium ingår i släktet Tomophyllum och familjen Polypodiaceae. Inga underarter finns listade.